# Божук Андрій Васильович
Андрі́й Васи́льович Божу́к — солдат Збройних сил України.

## З життєпису
У листопаді 2014-го біля міста Щастя відбувся обмін полоненими — 5 терористів обміняли, визволені хмельницькі розвідники капітан Владислав Паршиков і солдат Андрій Божук.

## Нагороди
за особисту мужність і героїзм, виявлені у захисті державного суверенітету та територіальної цілісності України, вірність військовій присязі під час російсько-української війни, відзначений — нагороджений
- 27 червня 2015 року — орденом «За мужність» III ступеня.